# 小行星5537
三亚星（小行星5537）（英語：5537 Sanya）是一颗围绕太阳公转的小行星。1964年10月9日，紫金山天文台在南京发现了此天体。
这颗小行星的绝对星等为5.372475892872152等。
在2013年，小行星5537被重新命名为三亚星